# Década de 820
Séculos: (Século VIII - Século IX - Século X)
Décadas: 770 780 790 800 810 - 820 - 830 840 850 860 870
Anos: 820 - 821 - 822 - 823 - 824 - 825 - 826 - 827 - 828 - 829

## Eventos
- (Anos mais prováveis: 824, 827 ou 828) - A ilha de Creta é conquistada ao Império Bizantino por um grupo de muçulmanos exilados do Al-Andalus, que fundam o Emirado de Creta, um estado vassalo do Califado Abássida.